# 约翰·弗里德里希·冯·勃兰特
约翰·弗里德里希·冯·勃兰特（德语：Johann Friedrich von Brandt，1802年5月25日—1879年7月15日）是一位德国博物学家，出生于于特博格，1831年移民俄国，担任圣彼得堡科学院动物博物馆馆长，勃兰特在俄国长期从事动物分类的研究工作，发表了多个新种。